# Gabriel LaBelle

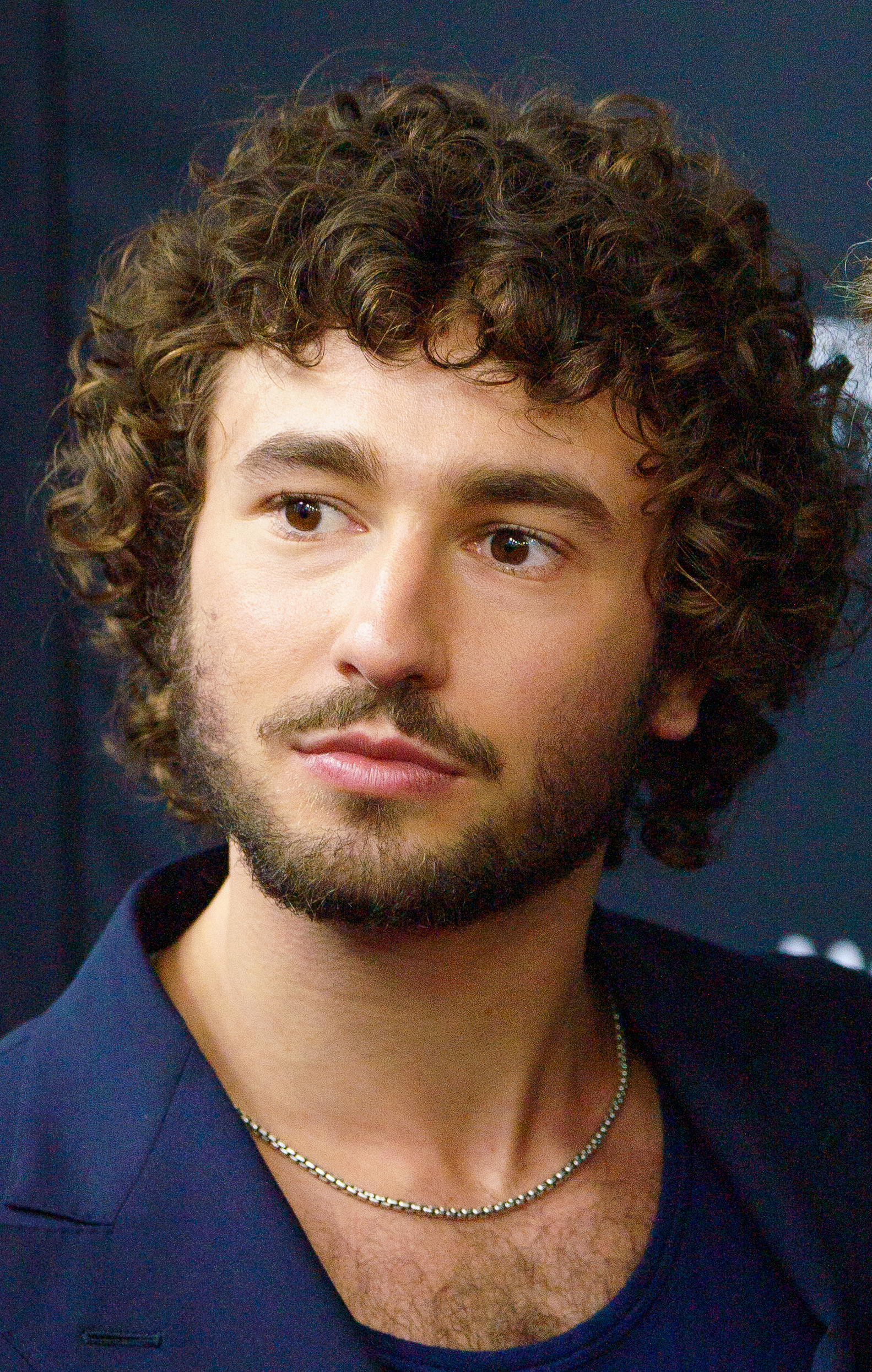
Gabriel LaBelle bei der Premiere von Saturday Night auf dem Filmfestival von Toronto (2024)

Gabriel „Gabe“ LaBelle (* 20. September 2002 in Vancouver) ist ein kanadisch-amerikanischer Schauspieler. Internationale Bekanntheit erlangte er durch seine Verpflichtung in Steven Spielbergs Kinofilm Die Fabelmans (2022).

## Leben und Karriere
Gabriel LaBelle stammt aus Vancouver und wuchs mit einem Bruder auf, sein Vater ist der Schauspieler und Fernsehproduzent Rob LaBelle. Er wurde jüdisch erzogen.
LaBelle begann seine Karriere als Kinderdarsteller im nordamerikanischen Fernsehen. Anfänglich trat er zum Teil unter dem Namen Gabe LaBelle in Erscheinung. Nach Gastauftritten in den Serien Motive (2013), die von seinem Vater produziert wurde, und iZombie (2015), gab er sein Filmdebüt in Brian Levants US-amerikanischem Familienfilm Max – Agent auf vier Pfoten (2017). In der Produktion übernahm er den Part des Alfred. Eine Hauptrolle bekleidete LaBelle im selben Jahr gemeinsam mit Matthew Nelson-Mahood und Lizzie Boys in Peter Ricqs Spielfilm Dead Shack (2017). In der preisgekrönten kanadischen Horrorkomödie war er als aggressiver Jugendlicher Colin zu sehen, der sich im Campingurlaub gemeinsam mit einem unbeholfenen Schulfreund und seiner Schwester gegen eine verführerische Zombie-Anführerin (dargestellt von Lauren Holly) zu behaupten versucht. Im Jahr 2018 gehörte LaBelle zum Schauspielensemble von Shane Blacks Science-Fiction-Horrorfilm Predator – Upgrade.
Anfang 2021 wurde LaBelle für eine größere, wiederkehrende Rolle in der achtteiligen Fernsehserie American Gigolo (2022) mit Jon Bernthal in der Titelrolle verpflichtet. In der Neuverfilmung von Paul Schraders gleichnamigen Thriller aus dem Jahr 1980 verkörperte er die jugendliche Hauptfigur. Internationale Bekanntheit erlangte LaBelle wenige Monate später durch den Zuschlag für die Hauptrolle des Sammy Fabelman in Steven Spielbergs Kinoproduktion Die Fabelmans (2022). In dem teilweise autobiografisch geprägtem Filmdrama verkörperte er an der Seite von Michelle Williams und Paul Dano den jugendlichen Hollywood-Regisseur. Er bewarb sich im März 2021 mit einem Probeband für den Film, von dem er damals nur wusste, dass Spielbergs Unternehmen Amblin Entertainment diesen produzierte. Drei Monate später überzeugte er den Regisseur nach zwei Videokonferenzen ihn zu besetzen. Spielberg hatte nach einem Darsteller gesucht, der den Part des Sammy mit nicht zu viel Selbstbewusstsein ausstatten würde. Er unterstützte LaBelle, der sich die Rolle durch zahlreiche gemeinsame Videokonferenzen mit dem Filmemacher erarbeitete.
Nach Bekanntwerden seiner Verpflichtung in dem Spielberg-Film wurde LaBelle als Schauspieler von der einflussreichen Creative Artists Agency (CAA) unter Vertrag genommen. Eigenen Angaben zufolge brachten LaBelle während der COVID-19-Pandemie die Verpflichtung für Die Fabelmans, angesehene Masterclasses von Samuel L. Jackson und Natalie Portman sowie das Lesen von Michael Caines Biografie bei, wie er als Schauspieler zu sein habe, wenn er sich dazu verpflichte, hart zu arbeiten.
Im Jahr 2024 übernahm LaBelle die Hauptrolle des Lorne Michaels in Jason Reitmans Tragikomödie Saturday Night. Dies brachte ihm ein Jahr später eine Nominierung für den Golden Globe Award ein.

## Filmografie
- 2013: Motive (Fernsehserie, Folge 1x06)
- 2015: iZombie (Fernsehserie, Folge 2x05)
- 2017: Max – Agent auf vier Pfoten (Max 2: White House Hero)
- 2017: Dead Shack
- 2018: Predator – Upgrade (The Predator)
- 2021: Brand New Cherry Flavor (Miniserie, Folge 1x05)
- 2022: Die Fabelmans (The Fabelmans)
- 2022: American Gigolo (Fernsehserie, 8 Folgen)
- 2024: Saturday Night